# Documenta linguistica
Als Documenta linguistica (sprachwissenschaftliche Dokumente) erscheint seit 1965 im Georg Olms Verlag, Hildesheim, eine Reihe von reprografischen Nachdrucken mit Quellen zur Geschichte der deutschen Sprache des 15. bis 20. Jahrhunderts.
Die Auswahl der Werke erfolgt mit dem Ziel, bedeutende und repräsentative Werke zur Geschichte der deutschen Sprache und zur deutschen Sprachwissenschaft wieder zugänglich zu machen. Da die Nachdrucke jedoch jeweils nur ein Faksimile der in gebrochenen Schriften gedruckten Originalausgabe bieten, ist vor allem hinsichtlich der Werke des 15. und 16., aber auch des 17. und 18. Jahrhunderts die Lesbarkeit nur für eine geringe Zahl heutiger Leser anzunehmen. Die vor allem für die älteren Werke teilweise beigegebenen Einführungen erhöhen den Wert der Nachdrucke deutlich.
Die Übersicht über die Reihe ermöglicht einen schnellen Zugang zu Hauptwerken der Geschichte der deutschen Sprache. Die Reihen 1–5 sind ungezählt und werden hier in chronologischer Reihenfolge des Erscheinens der Nachdrucke aufgeführt.

## Reihe 1. Wörterbücher des 15. und 16. Jahrhunderts
- Josua Maaler: Die teütsch spraach : Alle Wörter, Namen und Arten zu reden in Hochteütscher Spraach, dem ABC nach ordentlich gestellt und mit gutem Latein gantz fleißig und eigentlich vertolmetscht, dergleichen bishär nie gesähen ; dictionarium Germanicolatinum ; Novum Hoc est Linguae Teutonicae Superioris Praesertim Thesaurus. Mit einer Einführung von Gilbert de Smet. Zürich 1561. 1971 (1072 S.)
- Th. Golius: Onomasticon Latinogermanicum. Cum prefatione Johannis Sturmii. Mit einem Vorwort von G. de Smet. Straßburg 1579. 1972 (502 Sp.)
- Petrus Dasypodius: Dictionarium Latinogermanicum. Mit einer Einführung von Gilbert de Smet. Straßburg 1536. 1974 (489 S.)
- Nathan Chytraeus: Nomenclator latinosaxonicus. Mit einem Vorwort von Gilbert de Smet.  Rostock 1582. 1974 (626 Sp.)
- Erasmus Alberus: Novum dictionarii genus. Mit einem Vorwort von Gilbert de Smet. Frankfurt 1540. 1975 (823 S.)

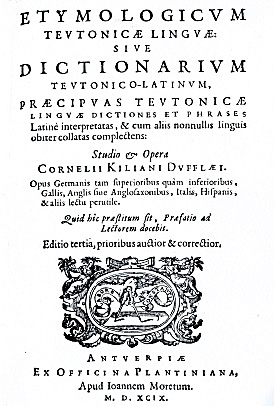
Etymologicum Teutonicae Linguae sive Dictionarium Teutonico-Latinum (Cornelius Kiliaan)

- Cornelius Kiliaan: Dictionarium Teutonicolatinum. Mit einer Einführung von F. Claes. Antwerpen 1574. 1975 (239 S.)
- Vocabularius Teutonico-Latinus. Mit einer Einleitung von Klaus Grubmüller. Nürnberg 1482. 1976 (ca. 300 Bl.)
- Hadrianus Junius (Adriaan De Jongh): Nomenclator omnium rerum propria nomina variis linguis explicata indicans. Antwerpen 1567. 1976 (655 S.)
- Sebald Heyden: Nomenclatura rerum domesticarum. Nomenclatura rerum, innumeris quam antea nominibus cum locupletior tum castigatior. Mit einer Einführung von Peter O. Müller und Gaston van der Elst. Nürnberg, Peypus, 1530 und Mainz, Schöffer, 1534. 1998
- Joannes Murmellius: Pappa… Hec insunt variar[um] reru[m] dictio[n]es latine cu[m] germanica interpretatione…. Mit einer Einführung von Peter O. Müller. Köln, 1513 und Basel, 1517. 2006
- Martin Ruland: Dictionariolum et nomenclatura Germanicolatino – Graeca omnium Rerum et Locutionum usitatarum. Mit einer Einführung von Peter O. Müller. Augsburg 1586. In Vorbereitung (948 S.)
- Johannes Frisius: Novum Dictionariolum puerorum Latinogermanicum et e diverso Germanicolatinum. Zürich 1556. In Vorbereitung. (2 Bde., 1289 S.)
- Vocabularius primo ponens dictiones theutonicas. Mit einer Einführung von Peter O. Müller. Straßburg 1515. In Vorbereitung (188 Bl.)
- Matthaeus Bader: Rerum naturae ordo et series seu Nomenclator Latinogermanicus. Mit einer Einführung von Peter O. Müller. Frankfurt a. M. 1598. In Vorbereitung (632 S.)
- Helfricus Emmelius: Nomenclator quatrilinguis, Germanicolatinograecogallicus in classes IIII distinctus. Mit einer Einführung von Peter O. Müller. Straßburg [1592]. In Vorbereitung (420 Sp.)

## Reihe 2. Wörterbücher des 17. und 18. Jahrhunderts
- Helmut Henne (Hrsg.) Deutsche Wörterbücher des 17. und 18. Jahrhunderts : Einführung und Bibliographie. 1975 – 2., erweiterte Auflage 2001 (204 S.)
- Kaspar Stieler: Der Teutschen Sprache Stammbaum und Fortwachs : Oder Teutsche Sprachschatz. Mit einer Einführung und Bibliographie von Gerhard Insing. Nürnberg 1691. 1968–1969 (3 Bde., 2.081 S.)
- Georg Henisch: Teütsche Sprach und Weißheit : Thesaurus linguae et sapientiae Germanicae, A-G [mehr nicht erschienen]. Augsburg 1616. 1973 (1.875 Sp.)
- Christoph Ernst Steinbach: Vollständiges Deutsches Wörter-Buch : Vel Lexicon Germanico-Latinum. Mit einer Einführung von Walther Schröter. Breslau 1734. 1973 (2 Bde., 2.220 S.)
- Johann Christoph Adelung: Über den Deutschen Styl. Reprografischer Nachdruck der Ausgabe 1785–1786. 1974 (3 Teile in einem Bd., 1004 S.)
- Johann Leonhard Frisch: Teutsch-Lateinisches Wörter-Buch. Mit einer Einführung und Bibliographie von Gerhardt Powitz. Berlin 1741. 1977 (1.299 S.)
- Matthias Kramer: Das herrlich grosse Teutsch-Italiänische Dictionarium : Oder Wort- und Red-Arten-Schatz Der unvergleichlichen Hoch-teutschen Grund- und Haupt-Sprache. Mit einer Einführung und Bibliographie von Gerhard Ising. Nürnberg 1700–02. 1982 (2 Bde., 2.745 S.)
- Joachim Heinrich Campe: Wörterbuch der deutschen Sprache. Mit einer Einführung und Bibliographie von Helmut Henne. Braunschweig 1807–13. 2000 (5 Bde., 5.632 S.)

## Reihe 3. Wörterbücher des 19. und 20. Jahrhunderts
- Lorenz Diefenbach, Ernst Wülcker: Hoch- und niederdeutsches Wörterbuch der mittleren und neueren Zeit : zur Ergänzung der vorhandenen Wörterbücher, insbesondere des der Brüder Grimm. Basel 1885. 1965 (932 Sp.)
- Daniel Sanders: Wörterbuch der deutschen Sprache. Mit einer Einführung und Bibliographie von W. Betz. Leipzig 1860–65. 1969 (2 Bde. in 3 Bänden, 2.893 S.)
- Moritz Heyne: Deutsches Wörterbuch. Mit einer Einführung und Bibliographie von G. Wahrig. Leipzig 1905–06. 1970 (3 Bde., 1.992 S.)
- Johann August Eberhard u. a.: Deutsche Synonymik. Leipzig 1852–53. 1971 (2 Bde., 1.111 S.)
- Michael Ferdinand Follmann: Wörterbuch der deutsch-lothringischen Mundarten. Leipzig 1909. 1971 (571 S.)
- Walther Ziesemer: Preußisches Wörterbuch : Sprache und Volkstum Nordostdeutschlands A-Fi [mehr nicht erschienen]. Königsberg 1939–41. 1975 (2 Bde., 1.407 S.)
- Daniel Sanders: Ergänzungs-Wörterbuch der deutschen Sprache : Eine Vervollständigung und Erweiterung aller bisher erschienenen deutschsprachlichen Wörterbücher (einschließlich des Grimm'schen). Mit Belegen von Luther bis auf die neueste Gegenwart. Berlin 1885. 1998 (691 S.)
- Carl Müller-Fraureuth: Wörterbuch der obersächsischen und erzgebirgischen Mundarten. Dresden 1911–14. 2005 (2 Bde., 1.394 S.)

## Reihe 4. Grammatiken des 16. bis 18. Jahrhunderts
- Johannes Müller: Quellenschriften und Geschichte des deutschsprachlichen Unterrichtes bis zur Mitte des 16. Jahrhunderts. Mit einer Einführung und Bibliographie von M. Rössing-Hager. Gotha 1882. 1969 (420 S.)
- Johann Christoph Gottsched: Vollständigere und neuerläuterte Deutsche Sprachkunst. Leipzig 1762. 1970 (792 S.)
- Johann Christoph Adelung: Umständliches Lehrgebäude der Deutschen Sprache : zur Erläuterung der Deutschen Sprachlehre für Schulen. Leipzig 1782. 1971 (2 Bde., 1.682 S.)
- Carl Friedrich Aichinger: Versuch einer teutschen Sprachlehre. Reprograf. Nachdr. d. Ausg. Wien 1754. 1972 (580 S.)
- Heinrich Fechner (Hrsg.): Vier seltene Schriften des sechzehnten Jahrhunderts: 1. Ein Teütsche Grammatica Valentinus Ickelsamer. (1. Ausgabe); 2. Die rechte weis auffs kürtzist lesen zu lernen von demselben. (Ausgabe 1534); 3. Die Leyenschul von Peter Jordan (1533); 4. Eyn Besonder fast nützlich stymen büchlein mit figuren von Jacob Grüssbeütel. (Ausgabe 1534). Mit einer bisher ungedruckten Abhandlung über V. Ickelsamer F. L. Weigand. Berlin 1882. 1972 (214 S.)
- Johannes Claius: Grammatica Germanicae Linguae. Leipzig 1578. 1973 (279 S.)
- Christian Pudor: Der Teutschen Sprache Grundrichtigkeit und Zierlichkeit. Coelln a.d. Spree [Berlin] 1672. 1975 (143 S.)
- Albert Ölinger: Vnderricht der Hoch Teutschen Spraach. Grammatica Sev Institvtio Verae Germanicae linguae. Straßburg 1574. 1975 (201 S.)
- Johann Helias Meichssner: Handtbuechlin grundtlichs berichts Recht und wolschrybens der Orthographie und Grammatic. Tübingen 1538. 1976 (358 S.)
- Christian Gueintz: Deutsche Sprachlehre. Entwurf. Nachdr. d. Ausg. Cöthen, 1641. 1978 (125 S.)
- Fabian Frangk: Ein Cantzley und Titel buechlin. Nachdr. d. Ausg. Wittenberg 1531. 1979 (198 S.)
- Johannes Kromayer: Deutsche Grammatica. Zum newen Methodo der Jugend zum besten zugerichtet. Nachdr. [d. Ausg. Weimar 1618]. 1986 (88 S.)
- Karl Philipp Moritz: Deutsche Sprachlehre in Briefen. Berlin 1794. 1990 (254 S.)

## Reihe 5. Grammatiken des 19. Jahrhunderts
- Karl Ferdinand Becker: Ausführliche deutsche Grammatik. Prag 1870. 1969 (2 Bde., 1.123 S.)
- Friedrich Blatz: Neuhochdeutsche Grammatik : mit Berücksichtigung der historischen Entwickelung der deutschen Sprache. 3. völlig neubearbeitete Auflage Karlsruhe 1895–96. 1970 (2 Bde., 2.170 S.)
- Karl Ferdinand Becker: Das Wort in seiner organischen Verwandlung. Frankfurt a. M. 1833. 1970 (302 S.)
- Karl Ferdinand Becker: Organism der Sprache. 2., neubearb. Ausg., reprograph. Nachdr. d. Ausg. Frankfurt a. M. 1841. 1970 (603 S.)
- August Engelien u. a.: Grammatik der neuhochdeutschen Sprache. 5. Aufl. Berlin 1902. 1972 (619 S.)
- Johann Christian August Heyse: Theoretisch-praktische deutsche Grammatik. 5. völlig umgearbeitete und sehr vermehrte Aufl. Hannover 1838–49. 1972 (2 Bde., 1.792 S.)
- Ludwig Sütterlin: Die deutsche Sprache der Gegenwart : (ihre Laute, Wörter, Wortformen und Sätze) ; auf sprachwissenschaftlicher Grundlage zusammengestellt. Reprogr. Nachdr. d. 4., verb. Aufl. Leipzig 1918. 1972 (451 S.)
- Georg F. Meier: Anfangsgründe aller schönen Wissenschaften Nachdr.d.Ausg.Halle, 1754–1759. 1976 (3 Bde., 1.640 S.)
- Heinrich August Schötensack: Grammatik der neuhochdeutschen Sprache. Erlangen 1856. 1976 (836 S.)
- Max Wilhelm Götzinger: Die deutsche Sprache und ihre Literatur. Stuttgart 1836–39. 1977 (2 Bde., 1.542 S.)
- Friedrich Schmitthenner: Ausführliche Teutsche Sprachlehre (Teutonia). Frankfurt a. M. 1828. 1984 (684 S.)
- Jacob Grimm: Deutsche Grammatik. Göttingen u. a. 1819–1898. 1989–1995 (14 Bde.)

## Reihe 6. Studienreihe
- 1. Erich Poppe: C. F. Aichingers "Versuch einer teutschen Sprachlehre" : Untersuchungen zur Geschichte der deutschen Grammatikschreibung im 18. Jahrhundert. 1982 (539 S.)
- 2. Kathrin Gützlaff: der Fügung teutscher Stammwörter : die Wortbildung in J. G. Schottelius' "Ausführlicher Arbeit von der teutschen HaubtSprache". 1989 (210 S.)
- 3. Ulrike Petry: Kommunikationsbezogene Syntax bei Johann Eberlin von Günzburg : zur Funktion varianter Kompositionstypen in den "Bundesgenossen". 1999 (421 S.)
- 4. Britt-Marie Schuster: Die Verständlichkeit von frühreformatorischen Flugschriften : eine Studie zu kommunikationswirksamen Faktoren der Textgestaltung. 2001 (649 S.)
- 5. Ulla Stelzel: Aufforderungen in den Schriften Herzogin Elisabeths von Braunschweig-Lüneburg : eine Untersuchung zum wirkungsorientierten Einsatz der direktiven Sprachhandlung im Frühneuhochdeutschen. 2003 (376 S.)